# Notitia Dignitatum

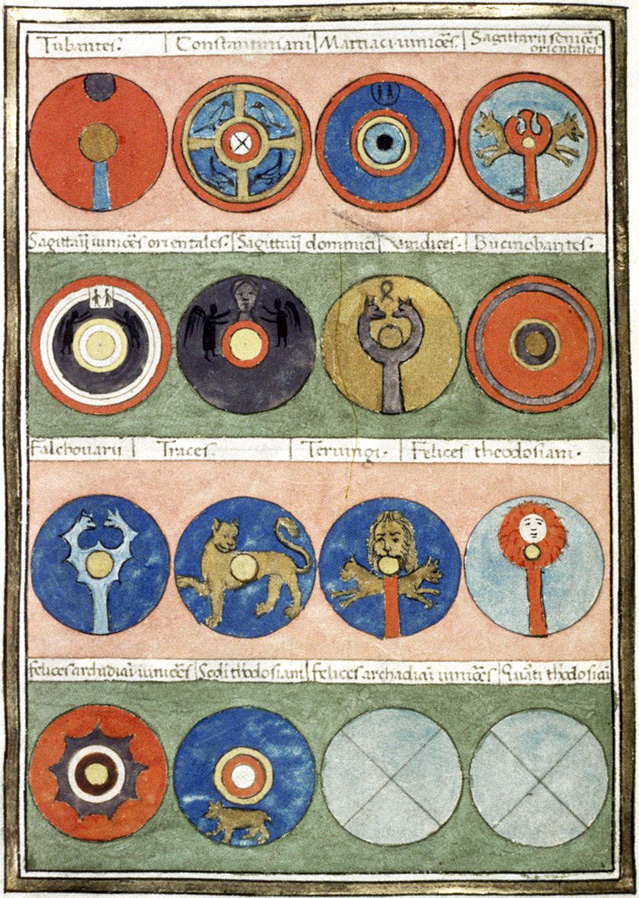
Сторінка середньовічної копії Notitia Dignitatum із зображенням щитів Magister Militum Praesentalis II, списку римських військових з'єднань

Notitia Dignitatum (скорочено ND, укр. Список посад) — документ епохи пізньої Римської імперії (кінець IV або початок V століття), що містить список посад. У документі наведено кілька тисяч посад Західної і Східної Римської імперії, починаючи від палацових і закінчуючи провінційними.
Збереглося кілька копій цього документу, зробленого в XV—XVI століттях, включаючи ілюміноване видання 1542 року. Всі ці копії походять, прямо або побічно, від кодексу за назвою «Codex Spirensis», який в 1542 р. перебував у бібліотеці Шпайєрського собору, але до 1672 р. був загублений. Подальша його доля невідома. Цей кодекс містив колекцію документів (так, один з них відносився до XI ст.); Notitia Dignitatum був останнім і найбільшим з них, зайнявши 164 сторінки. Геральдичні знаки в ілюстрованих рукописах, мабуть, є наслідуванням або копіями зображень з загубленого «Codex Spirensis». Слід зазначити, що кілька копій кодексу збереглися до теперішнього часу.

## Створення й призначення
Обставини створення Notitia Dignitatum залишаються на сьогоднішній день неясними. Думки збігаються лише в тому, що присвячений Східній імперії розділ цього документу був створений між 399 й 401 роком. Ймовірно, він служив зразком для розділу, присвяченого Західній імперії. З тих пір «східний» розділ залишався незмінним, у той же час як «західний», мабуть, неодноразово перероблявся відповідно до змін в управлінні державою.
Ведення й зберігання цього документу входило у обов'язки пріміцерія нотаріїв, головного нотаріуса імперії. Серед інших його функцій було оформлення документів про надання посад. Під час змін в бюрократичних і військових структурах імперії він вносив в Notitia відповідні поправки. Після того, як в серпні 423 року помер імператор Гонорій, восени того ж року за підтримки Флавія Аеція новим імператором Заходу став Іоан (423—425 рр.). Іоанн був єдиним з імператорів, який до воцаріння займав посаду пріміцерія нотаріїв, тобто відав списками військ і наказами про призначення командуючих. Цьому імператорові-чиновнику пасує Notitia Dignitatum. Це припущення, що документ (у своїй останній версії, актуальний для Західної імперії) був подарований імператорові Іоанну з нагоди обіймання ним престолу 20 листопада 423 р. (версія Ральфа Шарфа). У той же час, Notitia відображає тісний зв'язок Західної та Східної імперій; це змушує згадати, що західний імператор Валентиніан III (425—455 рр.) був зведений на престол своїм двоюрідним братом, східним імператором Феодосієм II, після чого обидві імперії знову політично зблизилися. На думку Джамфранко Пурпура, рукопис міг бути подарунком Феодосія своєму родичеві на 10-й день народження. Петер Бренан також висунув гіпотезу, що упорядником документу був префект преторія Амбросій Феодосій Макробій.

## Зміст
Текст документа дає огляд адміністративного поділу пізньої Римської імперії, цивільних і військових посад, а також структури війська в обох частинах імперії.
Notitia багато ілюстрована; зокрема, на її сторінках зображені малюнки, які наносилися на щити різних військових підрозділів (свого роду герби), а також стилізовані види міст і фортець. Ці барвисті ілюстрації присутні у всіх чотирьох збережених рукописах і, ймовірно, відповідають оригіналові, однак все ж містять деякі помилки та анахронізми. Дані по Східній Римській імперії відносяться приблизно до 395 року, коли помер імператор Феодосій I. Зміни в Західній Римській імперії чітко фіксувалися в документі до 408 року, а частково — аж до 422 року. Очевидно, що документ представляє велику цінність як джерело про пізню античність, хоча багато його аспектів беруться під сумнів — так, наявність Британії (звідки в 410 році були виведені війська) в списку провінцій пояснюють тим, що римляни продовжували розглядати цей острів як частину імперії.

### Список військ
Notitia Dignitatum містить два списки польових армій (комітатів). У першому списку перераховані бойові підрозділи (numeri) та їх командувачі (magister peditum в піхотних підрозділах і magister equitum у кавалерії). Другий список перераховує місця розташування цих загонів і командувачів ділянками. Серйозну проблему становить майже повна відсутність даних про чисельність військ: точна оцінка розміру тодішньої армії неможлива, і зробити якісь достовірні висновки можна лише на кінець IV ст.. Інша проблема полягає в тому, що до цих пір не дана задовільна оцінка адміністративній та військовій організації в прикордонних провінціях на просторі від гір Альп до р. Дунаю. Останні дослідження показують, що дані про польові війська Західного імперії (комітати й палатіни), імовірніше відповідають стану справ на 420-425 рр.. Однак замітки про армію Східної імперії перестали бути актуальними вже з 395 р.. Єдиний виняток — список армії у Східній Іллірії, який був оновлений ще раз в 396-410 рр.. Списки розміщених на Дунаї прикордонних армій (лімітанів) також містять безліч різнорідних і часто суперечливих відомостей. Крім того, не відомо, чи оновлювалися дані про лімітанів у Норику та Панонії після 375-378 рр..
Аналіз цих списків дозволяє припустити, що армія Західної імперії зазнала найважчих втрат після переходу «варварів» через р. Рейн в 406 році. Майже половина бойових загонів була знищена або розпалася під час боїв на початку V століття. У 395 р. польова армія Східної імперії налічувала 157 підрозділів; до 420 р. Західна імперія мала у своєму розпорядженні 181 підрозділів, але з них тільки 84 існували до 395 року — решта 97 були утворені пізніше. Нові 62 підрозділи були переформовані з лімітанів. Багато з розформованих прикордонних загонів були записані в тій частині списків, яка більше не оновлювалася, а тому, як і раніше значилися розміщеними на тих же ділянках лімесу. Таким чином, втрати армії поповнювали не за рахунок призову нових солдатів, а виключно зміною статусу вже існуючих підрозділів. З 35 сформованих «з нуля» підрозділів приблизно третина була набрана з німецьких племен (атакоти, маркомани, брізігави). Згідно цифр наведених в остаточній версії Notitia Dignitatum, можна припустити, що армія Західної імперії стала навіть сильніше, ніж була 25 років тому. На практиці, однак, чисельність армії сильно скоротилася, бо відсутність грошей не дозволяла провести новий набір у прикордонні війська замість загонів, перетворених у комітатів. Найбільш ослабленими виявилися війська в Галлії. В цілому число загонів «повноцінних» комітатів впало майже на 25 % (приблизно з 160 до 120).

### Структура документу

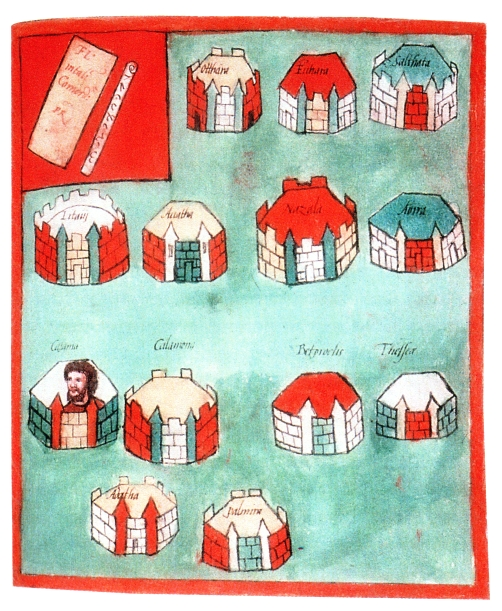
Notitia Dignitatum. Гарнізони, підлеглі дуксові Фінікії

Notitia Dignitatum включає 90 заголовків, кожен з яких займає сторінку з ілюстраціями (від 5 до 20 малюнків). Поряд з ілюстраціями книга містить близько 3600 рядків тексту. На сторінках, присвячених командувачем прикордонними військами (дуксам і комітам), у лівому верхньому кутку наведено їх титул. Напис даний в скороченні: «[Fl]oreas [int]er [ali]is [com]ites [ord]inis [pr]imi» — «Хай квітнеш серед інших супутників першого розряду».
На ілюстраціях цей текст поміщений на білу табличку, яка часто схожа на інсигнії (відзнаку) в формі книжечки. Подібні таблички присутні тільки у заголовках, присвячених viri spectabiles — посадовим особам, які з 364 р. належали до середнього рангу сенаторів.
Поруч з табличкою завжди зображується сувій, що символізує указ імператора про призначення посади. Далі на ілюстрації вказані місця, де стоять гарнізоном підлеглі війська якогось дукса; ці місця позначені стилізованими малюнками міст і фортець, під якими стоять підписи. Так, на сторінці, присвяченій дуксові Фінікії (лат. dux Foenicis), намальовані тринадцять міст та фортець, які символізують гарнізони, підлеглі йому. Ці малюнки носять дуже умовний характер, і за суттю повторюються з незначними відмінностями — різноманітність досягається за рахунок різного числа веж і воріт, а також за рахунок мінливого забарвлення. У автора не було наміру зобразити реальну фортецю або передати якісь її особливості.
Текст заголовку завжди починається словами «sub dispositione viri spectabilis» — «у розпорядженні вельможного дукса/комеса…»
Списки військ мають ту ж структуру: спершу називається ранг офіцера, який командує підрозділом, потім — назва підрозділу і місце його дислокації. Після відомостей про підрозділ вказуються вищі чиновники в канцелярії дукса (officium), наприклад:
- princeps officii (голова канцелярії);
- numerarius (скарбник);
- commentariensis (діловод).

## Ілюстрації

Знак на щитах Armigeri defensores seniores

У порівняння з античними зображеннями, різні ілюстратори рукопису намагалися передати зовнішній вигляд інсигній пізнього Риму якомога точніше, проте все ж допускали неточності в деяких декоративних деталях (наприклад, при зображенні одягу). Крім того, очевидно, вони невірно тлумачили деякі латинські скорочення. Інсиґнії вищих державних діячів зображені як прикрашений золотом указ про призначення на посаду, укладений в рамку слонової кістки з портретом імператора, або ж як книга з геральдичним зображенням на палітурці і лежить поряд сувоєм. Як правило, вони намальовані лежать на столі, вкритому візерунковою тканиною. Подекуди зображена різьблена колона зі слонової кістки, що стоїть на тринозі — церемоніальний письмовий прилад, який символізує судову владу.
Notitia містить найбільш стародавнє зображення символу Інь і Ян. Піхотні підрозділи західної армії, Armigeri defensores seniores і Mauri Osismiaci, несли на щитах знак, відповідний динамічному варіантові (за годинниковою стрілкою) цього східного символу. Ще один підрозділ, Thebaei («фіванці»), наносило на щити знак, схожий на статичний варіант символу. Ці римські символи випередили даоські зображення того ж символу майже на сім століть.